# Glen Rice
Glen Anthony Rice (Flint, Míchigan, 28 de mayo de 1967) es exjugador profesional de baloncesto estadounidense, que disputó 15 temporadas en la NBA. Con 2,01 metros de altura, jugaba en la posición de alero. En el momento de su retirada, poseía el noveno mejor registro en la historia de la competición con 1559 triples convertidos. Su hijo, Glen Rice, Jr., también es baloncestista profesional.

## Trayectoria deportiva

### Universidad
Tras acabar su formación de instituto en el Northwestern Community High School de su Flint natal, Rice jugó para la Universidad de Míchigan durante el período 1985–1989, convirtíéndose en el máximo anotador histórico del centro con 2442 puntos anotados a lo largo de su periplo de cuatro años. En 1989, y como cierre a su carrera universitaria antes de ingresar a profesionales, condujo a Michigan hacia el campeonato nacional, al mismo tiempo que alcanzó un récord NCAA de 184 puntos en el Torneo Final, hoy en día todavía vigente.

### Profesional
Elegido en la cuarta posición de la primera ronda del Draft de la NBA de 1989 por los Miami Heat, franquicia en la que jugó durante seis temporadas (1989-1994). En su séptima temporada recala en los Charlotte Hornets, donde también muestra un gran nivel anotador durante tres años (1995-1998). Es traspasado a Los Angeles Lakers, conjunto con el que gana el anillo de campeón tras el fin de la temporada 1999-00.
A partir de ahí, ya veterano, comienza a bajar su rendimiento tanto en New York Knicks (2000-2001) como Houston Rockets (2001-2003), para finalmente cerrar su carrera disputando únicamente 18 partidos con Los Angeles Clippers en la temporada 2003-04.

## Estadísticas de su carrera en la NBA
|  | Líder de la liga                                   |
|  | Denota temporadas en las que fue Campeón de la NBA |

### Temporada regular
| Año       | Equipo        | PJ    | PT  | MPP  | %TC  | %3P  | %TL   | RPP | APP | ROB | TPP | PPP  |
| --------- | ------------- | ----- | --- | ---- | ---- | ---- | ----- | --- | --- | --- | --- | ---- |
| 1989-90   | Miami         | 77    | 60  | 30.0 | .439 | .246 | .734  | 4.6 | 1.8 | .9  | .4  | 13.6 |
| 1990-91   | Miami         | 77    | 77  | 34.4 | .461 | .386 | .818  | 4.9 | 2.5 | 1.3 | .3  | 17.4 |
| 1991-92   | Miami         | 79    | 79  | 38.1 | .469 | .391 | .836  | 5.0 | 2.3 | 1.1 | .4  | 22.3 |
| 1992-93   | Miami         | 82    | 82  | 37.6 | .440 | .383 | .820  | 5.2 | 2.2 | 1.1 | .3  | 19.0 |
| 1993-94   | Miami         | 81    | 81  | 37.0 | .467 | .382 | .880  | 5.4 | 2.3 | 1.4 | .4  | 21.1 |
| 1994-95   | Miami         | 82    | 82  | 36.8 | .475 | .410 | .855  | 4.6 | 2.3 | 1.4 | .2  | 22.3 |
| 1995-96   | Charlotte     | 79    | 79  | 39.8 | .471 | .424 | .837  | 4.8 | 2.9 | 1.2 | .2  | 21.6 |
| 1996-97   | Charlotte     | 79    | 78  | 42.6 | .477 | .470 | .867  | 4.0 | 2.0 | .9  | .3  | 26.8 |
| 1997-98   | Charlotte     | 82    | 82  | 40.2 | .457 | .433 | .849  | 4.3 | 2.2 | .9  | .3  | 22.3 |
| 1998-99   | L.A. Lakers   | 27    | 25  | 36.5 | .432 | .393 | .856  | 3.7 | 2.6 | .6  | .2  | 17.5 |
| 1999-2000 | L.A. Lakers   | 80    | 80  | 31.6 | .430 | .367 | .874  | 4.1 | 2.2 | .6  | .2  | 15.9 |
| 2000-01   | New York      | 75    | 25  | 29.5 | .440 | .389 | .852  | 4.1 | 1.2 | .5  | .2  | 12.0 |
| 2001-02   | Houston       | 20    | 20  | 30.3 | .389 | .281 | .800  | 2.4 | 1.6 | .6  | .2  | 8.6  |
| 2002-03   | Houston       | 62    | 26  | 24.7 | .429 | .398 | .759  | 2.5 | 1.0 | .4  | .1  | 9.0  |
| 2003-04   | L.A. Clippers | 18    | 0   | 14.6 | .289 | .179 | 1.000 | 2.3 | 1.3 | .3  | .0  | 3.7  |
| Total     | Total         | 1,000 | 876 | 35.0 | .456 | .400 | .846  | 4.4 | 2.1 | 1.0 | .3  | 18.3 |
| All Star  | All Star      | 3     | 0   | 18.7 | .395 | .600 | 1.000 | 1.0 | 1.0 | .7  | .0  | 16.3 |

### Playoffs
| Año   | Equipo      | PJ | PT | MPP  | %TC  | %3P  | %TL  | RPP | APP | ROB | TPP | PPP  |
| ----- | ----------- | -- | -- | ---- | ---- | ---- | ---- | --- | --- | --- | --- | ---- |
| 1992  | Miami       | 3  | 3  | 39.7 | .375 | .250 | .857 | 3.3 | 1.7 | .7  | .0  | 19.0 |
| 1994  | Miami       | 5  | 5  | 39.0 | .382 | .304 | .750 | 7.2 | 2.0 | 2.2 | .4  | 13.0 |
| 1997  | Charlotte   | 3  | 3  | 45.7 | .491 | .375 | .913 | 3.7 | 3.7 | 1.3 | .3  | 27.7 |
| 1998  | Charlotte   | 9  | 9  | 41.0 | .474 | .306 | .833 | 5.7 | 1.4 | .6  | .3  | 22.8 |
| 1999  | L.A. Lakers | 7  | 7  | 43.9 | .446 | .357 | .966 | 3.9 | 1.6 | .7  | .1  | 18.3 |
| 2000  | L.A. Lakers | 23 | 23 | 33.3 | .408 | .418 | .798 | 4.0 | 2.1 | .7  | .2  | 12.4 |
| 2001  | New York    | 5  | 0  | 28.8 | .462 | .429 | .875 | 4.4 | .6  | .6  | .2  | 12.2 |
| Total | Total       | 55 | 50 | 37.0 | .433 | .362 | .845 | 4.5 | 1.8 | .8  | .2  | 16.1 |

## Logros y reconocimientos
Universidad
- Jugador del Año de la Big Ten (1989)
- Campeón de la NCAA (1989)
- Mejor Jugador del Torneo de la NCAA (1989)
- Segundo equipo NCAA All-American (1989)

NBA
- Campeón de la NBA (2000)
- All-Star (1996, 1997 y 1998)
  - MVP del All-Star Game de la NBA (1997)
  - Campeón del Concurso de triples (1995)
- 1 vez segundo mejor quinteto de la NBA (1997)
- 1 vez tercer mejor quinteto de la NBA (1998)
- 1 vez en el segundo mejor quinteto de rookies de la NBA (1990)

Honores
- Su dorsal número 41 retirado por los Michigan Wolverines

### Partidos ganados sobre la bocina
|      | con Miami Heat               |
|      | con Charlotte Hornets        |
|      | con Los Angeles Clippers     |
| (PO) | Denota un partido de PlayOff |

| Número | Tiro               | Margen | Resultado | Oponente         | Fecha                   |
| ------ | ------------------ | ------ | --------- | ---------------- | ----------------------- |
| 1      | Tiro en suspensión | -1     | 104-105   | Utah Jazz        | 5 de marzo de 1990      |
| 2      | Tiro en suspensión | Empate | 79-81     | Toronto Raptors  | 22 de diciembre de 1997 |
| 3      | Tiro en suspensión | -1     | 99-100    | Dallas Mavericks | 10 de diciembre de 2003 |